# Industrie de la houille blanche en Maurienne
L’industrie de la houille blanche en Maurienne s'est distinguée par son rôle pionnier, son importance dans l'histoire locale et son rayonnement international. Dotée précocement d'une voie ferrée internationale et, avec le réseau hydrographique de l’Arc, d'un riche potentiel énergétique, la vallée de Maurienne a attiré dès 1890 les pionniers de la houille blanche comme Henry Gall et Paul Héroult. Ce foyer de l'électrochimie et de l'électrométallurgie s'est encore renforcé en participant à l'effort de guerre à partir de 1914. Mais il a perdu sa rente énergétique avec la nationalisation de l'électricité après 1945, puis a souffert de son enclavement montagnard dans le contexte de la mondialisation de l'économie après les Trente Glorieuses. Les quatre établissements industriels encore en fonctionnement, dont la prestigieuse aluminerie de Saint-Jean-de-Maurienne, font figure de survivances.

## Les conditions favorables
La Maurienne a été profondément marquée par la deuxième révolution industrielle grâce à la conjonction de deux facteurs : son potentiel hydroélectrique et sa desserte ferroviaire. C’est dans le Grésivaudan voisin qu’Aristide Bergès avait maîtrisé celle qui lui doit le surnom de houille blanche, en équipant de conduites forcées les torrents de la chaîne de Belledonne. L’industrie papetière est alors passée du stade artisanal au stade industriel,. Celle-ci n’a connu qu’un faible développement en Maurienne. La râperie de bois des Ets Horteur à Saint-Rémy-de-Maurienne (1873) et les Papeteries de Modane - (Matussière & Forest) en réalité sur la commune de Fourneaux - (1885) devaient rester de modestes dimensions. Encore fallait-il transmuter cette énergie mécanique en électricité. Un des tout premiers exemples en France avait été donné dès 1886 en Maurienne sur la commune de Saint-Étienne-de-Cuines par la fabrique de pâtes alimentaires Bozon-Verduraz. Mais il est apparu que le développement de certaines fabrications de base procédaient nécessairement et massivement de l’énergie électrique dans des fours d’électrothermie et des cuves d’électrolyse : d’où leurs appellations électrochimiques et électrométallurgiques. Le potentiel hydroélectrique de l’Arc et de ses affluents a attiré très vite l’attention des spécialistes. Par ailleurs, ces industries de base supposaient des approvisionnements massifs en matières premières et des livraisons non moins massives à la clientèle extérieure. La Maurienne disposait sur ce point d’un deuxième privilège : la voie ferrée internationale Paris-Rome dont elle avait été équipée avec le percement du tunnel ferroviaire du Fréjus dès 1871.

## Avant la Première Guerre mondiale

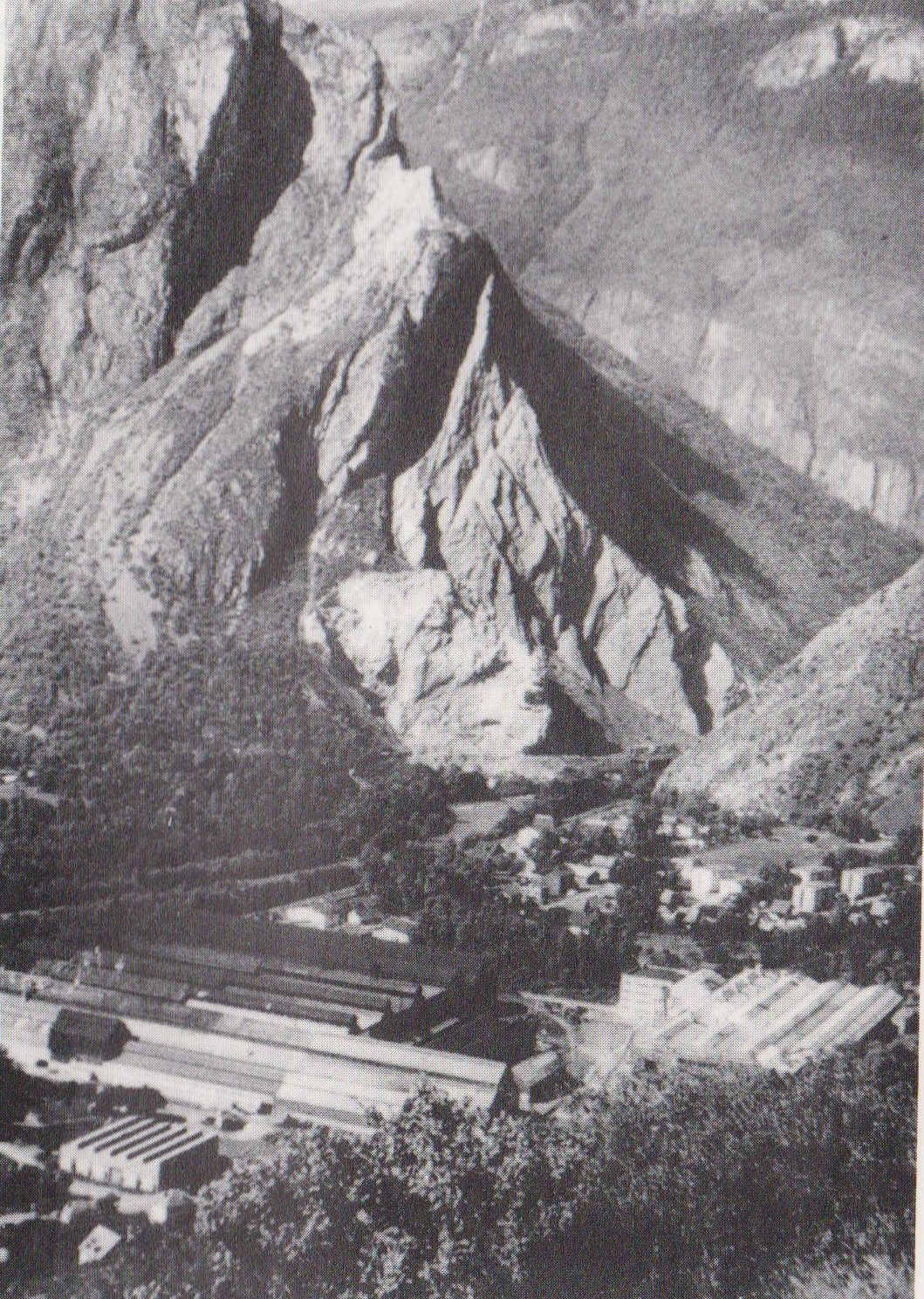
L'usine du Temple dans le site du Pas du Roc, en 1972.

Soixante-et-un ans séparent les créations du premier et du dernier des établissements mauriennais, mais l’essentiel s’est mis en place avant la crise économique de 1929. Une première vague précède la guerre de 1914-18. En 1890 a été fondée par les frères Bernard, de Creil, sur la commune  de Saint-Martin-la-Porte, une usine d'aluminium. Le nom de Calypso lui a été donné— facétieusement, vu l'aspect sinistre du site —  par Tristan Bernard, neveu des fondateurs, promu un temps directeur. Cette fondation a valeur de symbole car cette fabrication a connu dans la vallée un tel développement qu’on a pu définir la Maurienne comme la vallée de l’aluminium. L’exemple devait être suivi dès 1893 à La Praz sur la commune du Freney et en 1905 à La Saussaz sur la commune de Saint-Michel-de-Maurienne par Paul Héroult, l’inventeur du procédé électrolytique, puis par le Modanais Adrien Badin, pour le compte de Pechiney à Saint-Jean-de-Maurienne en 1905. À la veille de la guerre de 1914-18, la vallée concentrait l’essentiel de la fabrication française du métal blanc. Tout aussi précoce est l’apparition de l’électrochimie, avec la création de l’usine de Prémont à Orelle pour diverses productions, dont celle de chlorates en 1893 par le procédé d'électrolyse aqueuse de Henry Gall.

## De 1914 à 1939

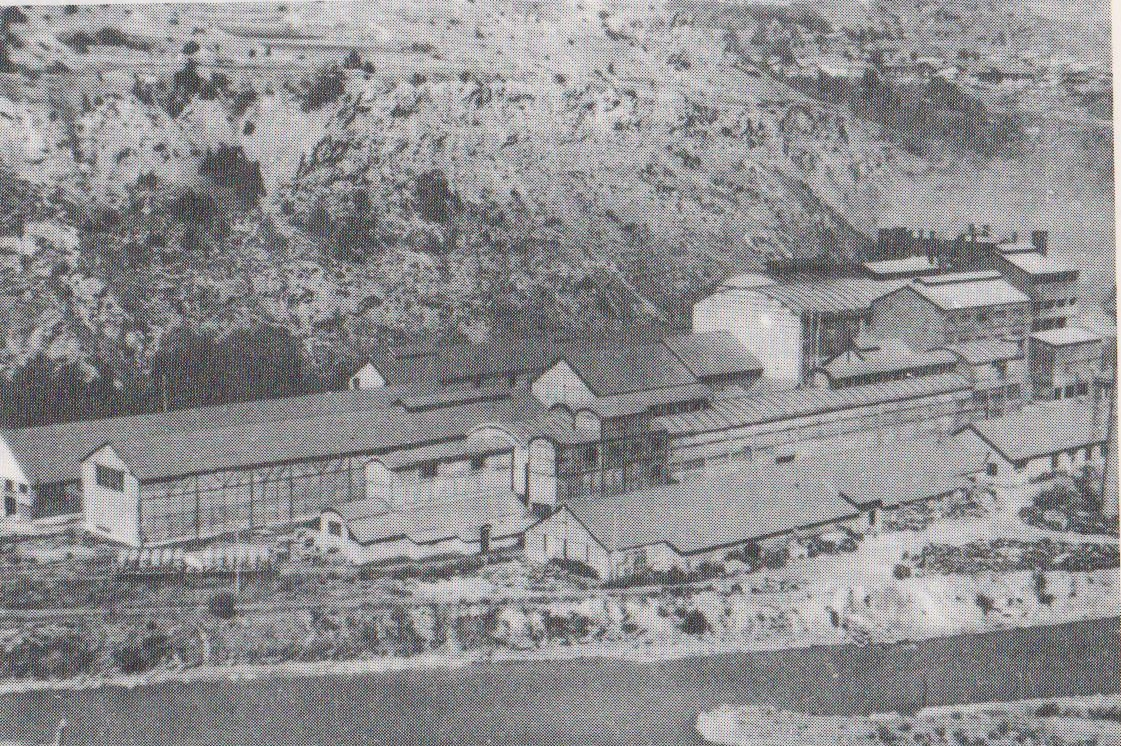
Photographie de l'usine de Villarodin-Bourget en 1971.

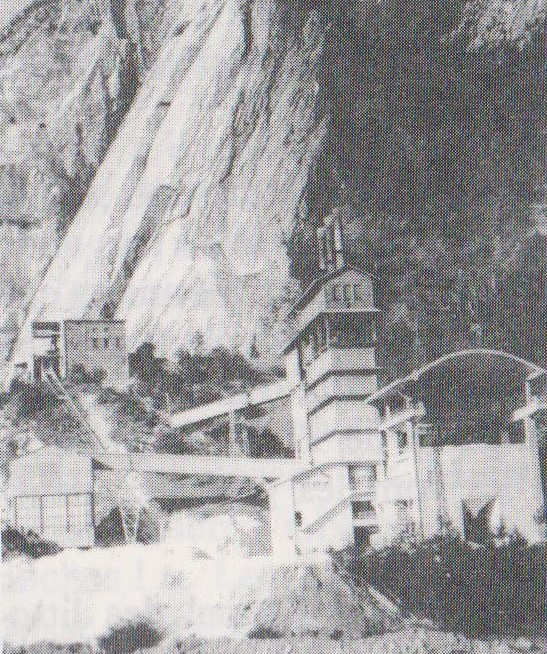
Carrière de Saint-Martin-la-Porte.

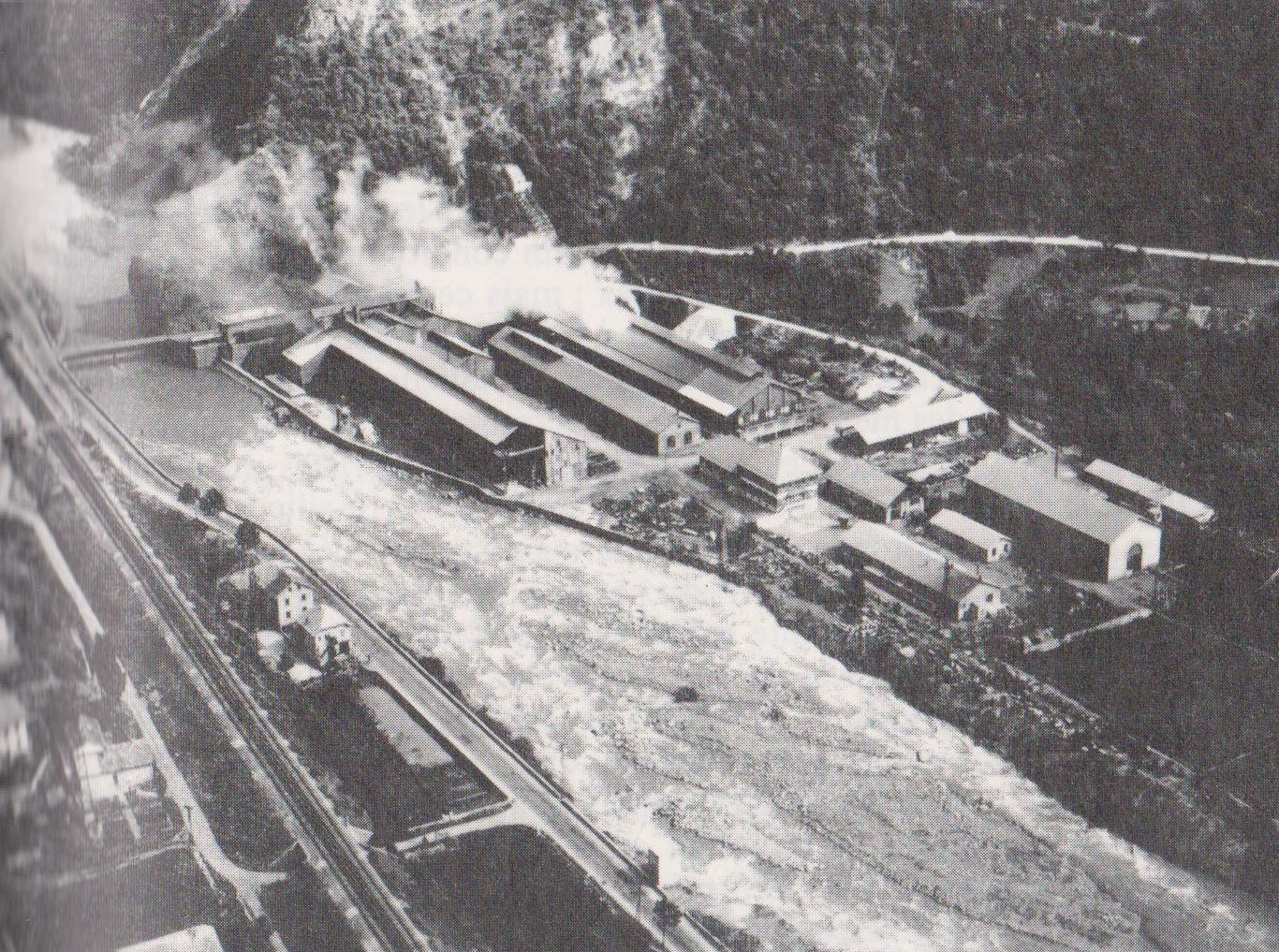
L'usine de Montricher en rive gauche de l'Arc.

La  guerre de 1914-1918 a entraîné, avec parfois un certain décalage chronologique, la création de nouveaux établissements. Leur outil commun était le four d'électrothermie qui permettait de traiter indifféremment selon les besoins du marché et les profits à en attendre des matières variées à la source de la carbochimie ou de l’électrométallurgie. Le carbure de calcium était à  la base de la carbochimie. À sa fabrication se sont appliquées les usines de Montricher fondée en 1914 par les frères Rochette, du Temple à Saint-Michel-de-Maurienne fondé par Louis Renault en 1917 et de Villarodin-Bourget dont la fondation, décidée par Saint-Gobain en 1917, n’est devenue effective qu’à partir de 1923. Pour son approvisionnement sera ouverte à Saint-Martin-la-Porte  une véritable mine de calcaire  transformé sur place dans un four à chaux. Devait s’ajouter à cette liste en 1929 l’usine de La Chambre qui traiterait le carbure de calcium de l’usine proche (1 km) du Glandon : à partir de l’acétylène dont sa société tirait son nom de S.I.D.A (Société Industrielle des Dérivés de l’Acétylène) elle développa une industrie des solvants. Mais dans les mêmes fours pouvaient être élaborés les ferroalliages qui sont le premier stade incontournable de l’industrie des aciers alliés.

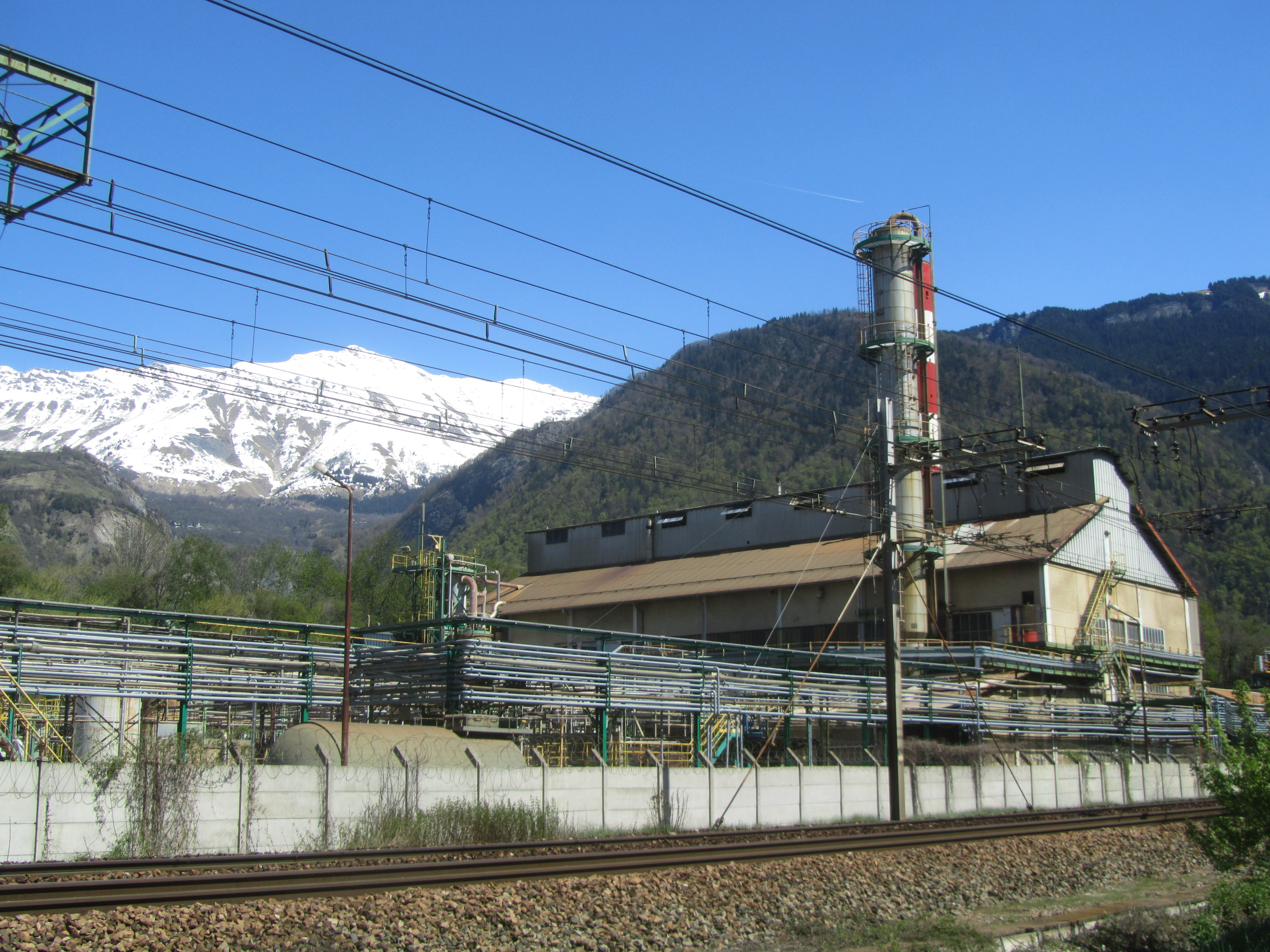
ARKEMA : unique exemple en Maurienne de reconversion de la carbochimie à la pétrochimie.

Leurs destinées devaient les conduire à des spécialisations qui se confirmeront au lendemain de la Deuxième Guerre mondiale. Seule Villarodin-Bourget devait persévérer dans la voie exclusive du carbure de calcium jusqu’à sa fermeture en 1972. Mais Montricher à partir de 1955 se consacra exclusivement au ferrosilicium et Renault aux aciers spéciaux. L’usine de La Chambre, quant à elle, est restée fidèle à la production des solvants mais en abandonnant la filière carbochimique pour celle de la pétrochimie en 1954,. 
Une mention spéciale doit être faite pour l’usine d’Épierre, en basse Maurienne dont les fours électriques ont été, dès l’origine et jusqu’à la fermeture, consacrés à la fabrication des dérivés du phosphore. Mais il s’agit là d’une relocalisation par la firme Coignet, d’origine lyonnaise, au terme de diverses pérégrinations.
Au total, vers 1939, les industries de la houille blanche employaient en Maurienne environ 4 000 personnes à comparer aux 2 800 de la vallée voisine de Tarentaise et aux 3 700 d’Ugine en Val d'Arly. L’avenir semblait d’autant plus prometteur qu’un sérieux effort avait été entrepris pour une meilleure exploitation du potentiel hydroélectrique. L’alimentation déficiente pendant l’hiver de l’Arc et ses affluents avait contraint à un rythme d’activité très ralenti pendant cette saison. Pour y remédier, la future Pechiney a entrepris de construire le barrage de Bissorte (1935) dont les eaux accumulées jusqu’à l’automne seraient turbinées pendant l’hiver afin de régulariser la production d’électricité, avec une puissance installée de 75 MW : grâce aux progrès dans le transport sous haute tension, les usines n’étaient plus asservies à la loi de la proximité avec leurs centrales.

## Pendant les Trente glorieuses
Trois nouveaux établissements seulement et de nature très différente mais dont l’implantation est encore en lien avec la houille blanche, ont été créés après la Seconde Guerre mondiale. La commune d’Avrieux, en haute Maurienne, a été choisie par l’ONERA dès la fin des hostilités pour y installer une soufflerie dont les premiers équipements, provenant de la vallée autrichienne du Zillertal, avaient été saisis au titre des dommages de guerre. À la même époque EDF avait entrepris de construire les deux barrages de Plan-d’Amont et Plan-d’Aval sur le torrent Saint-Benoît descendu de la Vanoise : il fournirait l’énergie à cet établissement. Programmée dès la fin du conflit, la soufflerie dite de Modane n’est entrée en service qu’en 1952. En basse Maurienne, l’usine de la Pouille (commune d’Aiguebelle) a été créée en 1951 pour la fabrication de carborundum : cette implantation devait permettre à son fondateur d’élargir la gamme de ses abrasifs, faute de pouvoir agrandir son usine d’Arbine, en Tarentaise, dont le site était particulièrement contraint. En moyenne Maurienne, l’usine  d’Hermillon (1958) a remplacé pour la fabrication de poudres d’aluminium celle de Chambéry à la suite d’une dramatique explosion en 1953 : le site a été choisi à l’écart des habitations mais à proximité de l’usine d’aluminium de Saint-Jean-de-Maurienne, son fournisseur.
Ainsi, vers 1970 d’Avrieux à Aiguebelle, sur près d'une centaine de kilomètres, tout au long de la vallée une quinzaine d’établissements industriels assuraient la prospérité de la Maurienne. Si l’on excepte Métal-Temple à Saint-Michel-de-Maurienne, filiale de la Régie Renault depuis 1945, on a assisté à un regroupement des entreprises en recherche de synergie. Au lendemain de la Première Guerre mondiale, deux firmes avaient regroupé les entreprises nées de la houille blanche. D'une part, en 1922, celle qui devait prendre en 1950 le nom de Pechiney, connue alors sous le nom d’Alès-Froges-et-Camargue, s’était acquis le monopole de l’aluminium avec les quatre usines mauriennaises. D'autre part, la constitution en un groupe unique des établissements chimiques de Maurienne s’était faite plus progressivement autour du métallurgiste savoyard Ugine : Prémont acquise en 1921 par la fusion avec la société l’Électrochimie ; La Chambre puis La Pouille, de fondation, respectivement depuis 1929 et 1951 ; Épierre en 1967 par la fusion avec Kuhlmann lui-même propriétaire de cette usine rachetée à Coignet en 1962. En 1972, de la fusion entre ces deux entités naît P.U.K. (Pechiney-Ugine-Kuhlmann). Si ce conglomérat est ainsi omniprésent dans la vallée, il ne faut pas oublier que son envergure est non seulement nationale mais qu’elle peut exercer sa stratégie sur le champ mondial. Nul ne doute cependant, alors, de la solidité de son ancrage nord-alpin,.

## L’évolution jusqu’à nos jours
Dès la fin des années 1970 s’amorce le déclin inexorable des industries de la houille blanche en Maurienne comme dans l’ensemble des vallées alpines. Les mêmes facteurs qui avaient joué en faveur de cette vallée depuis la fin du XIXe siècle se sont retournés en inconvénients. Disparue la rente énergétique qui avait commandé le couplage d'une usine avec sa centrale hydroélectrique ! La nationalisation de la production d’électricité, avec la création d’EDF, n’a pas épargné les industriels auto-producteurs. Certes, par la convention de nationalisation dans son article 8, EDF s’engageait à leur livrer l’énergie dans des conditions de quantité, de qualité et de prix équivalentes à celles qu’ils obtenaient jusqu’alors par eux-mêmes. Mais pour la consommation excédant cette quantité, ils devaient subir les conséquences d’une politique de péréquation au niveau national, sauf à bénéficier de tarifs adaptés au titre de grosse clientèle. Or avec le développement des fabrications, cette part excédentaire a largement dépassé les quantités des auto-producteurs. Quant à l’avantage d’une desserte ferroviaire, très importante eu égard aux lourds approvisionnements en matières premières ainsi qu’au coût d’expédition de ces produits de base vers les industries de transformation fixées près de la clientèle consommatrice des produits finis, il est devenu dérisoire dans le cadre d’une économie mondialisée où minéraliers et pétroliers géants ont réduit les prix du transport maritime jusqu'à un coût presque symbolique. Les grands complexes sidérurgiques ou chimiques ont ainsi migré vers littoraux ! La plupart des entreprises ont pâti de ces deux bouleversements du marché de l’énergie et des transports. Encore faudrait-il ajouter pour certaines fabrications une obsolescence qui interdisait toute forme d’adaptation, comme ce fut le cas pour le carbure de calcium au commandement de la filière carbochimique. Il faut ajouter que la population, de plus en plus sensibilisée aux problèmes d’environnement, s’accommodait fort mal de la pollution, en particulier de celle des fumées fluorées des cuves d’électrolyse d’aluminium. L’intervention de l’État, qui a nationalisé P.U.K en 1982, a pu provisoirement sauver ce conglomérat de la faillite surtout pour l’usine d’aluminium de Saint-Jean-de-Maurienne entièrement rénovée. Mais cette solution n’a été que provisoire et le retour à la privatisation est intervenu en 1995[réf. non conforme].

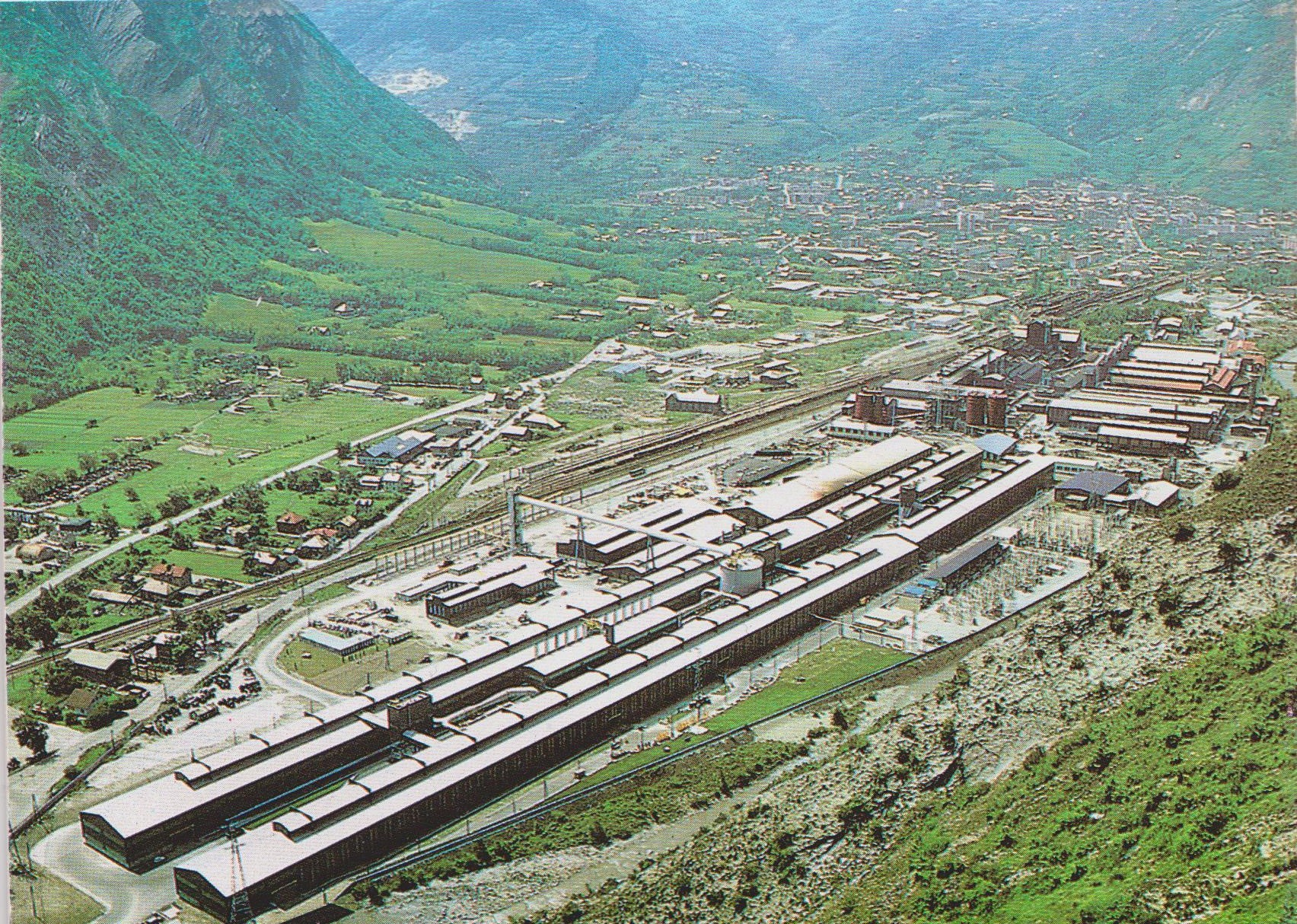
Usine d'aluminium de Saint-Jean-de-Maurienne en 1987.

La plupart des établissements ont donc fermé leurs portes comme en une sinistre nécrologie, ouverte précocement en 1972 avec l’usine de carbure de calcium de Villarodin-Bourget et terminée en 2016 avec la fermeture de MT Technology, dernier avatar de Métal-Temple à Saint-Michel-de-Maurienne, pourtant reconvertie en fonderie de précision,. Seuls survivent véritablement en 2017 quatre établissements. Car si Hermillon a conservé son usine devenue propriété de Poudres aluminium, c'est avec un effectif très réduit (36 emplois). Il en est de même pour Épierre qui, avec un effectif du même ordre, a abandonné le phosphore pour des spécialités dérivées. En revanche, il est permis d’être optimiste pour les sites de Montricher, La Chambre et Saint-Jean-de-Maurienne. À Montricher, la filiale Ferropem de la société espagnole FerroAtlántica maintient la spécialisation dans le seul créneau du silicium de haute pureté dont le marché est devenu, dans les années 2010, très porteur en particulier vers le photovoltaïque ; y œuvrent toujours 160 personnes. La Chambre, au sein du groupe pétrochimique Arkema s’active toujours dans le secteur des solvants et emploie également 160 personnes. Les craintes les plus graves auraient pesé sur l’usine d’aluminium de Saint-Jean-de-Maurienne, le plus beau fleuron de l’industrie mauriennaise, si d’importants investissements n’avaient pas renouvelé les séries de cuves d’électrolyse. Le mérite en revient à l’allemand Trimet (en association avec EDF pour 35 % du capital) venu en relais de Rio Tinto lui-même repreneur d’Alcan en 2007. L’événement a été justement médiatisé par la venue d’Emmanuel Macron alors ministre de l’économie en septembre 2014. Non seulement la production de métal a été portée à 145 000 t/an, soit 40 % de la production nationale en 2014, le site portuaire de Dunkerque livrant les 60 autres %, mais, par une importante intégration aval, l’aluminium est valorisé par la première transformation en tés, plaques, fil, voire alliages, et l’effectif se maintient autour de 600. Au total, un bon millier d’emplois a été conservé en ajoutant les 150 de la soufflerie de l’ONERA à Avrieux. 